# بخش شمال (شهرستان هریسون، اوهایو)
بخش شمال (به انگلیسی: North Township) یک منطقهٔ مسکونی در ایالات متحده آمریکا است که در شهرستان هریسون، اوهایو واقع شده‌است.
 بخش شمال ۶۰٫۱۰ کیلومتر مربع مساحت و ۱٬۷۱۷ نفر جمعیت دارد و ۳۵۶ متر بالاتر از سطح دریا واقع شده‌است.